# Summum ius summa iniuria
Summum ius summa iniuria es un aforismo latino que se puede traducir por «sumo derecho, suma injusticia», «a mayor justicia, mayor daño» o «suma justicia, suma injusticia», en el sentido de que la aplicación de la ley al pie de la letra a veces puede convertirse en la mayor forma de injusticia.
Es una cita original de la obra De officis de Cicerón y fue usada después por otros muchos autores, pues se hizo proverbial. Anteriormente una frase con sentido similar ius summum saepe summast malitia («a menudo el mayor derecho es el mayor mal») está puesta en boca de un personaje de la comedia Heauton timorumenos de Terencio.